# Valgeir Lunddal Friðriksson
Valgeir Lunddal Friðriksson, né le 24 septembre 2001, est un footballeur international islandais qui évolue au poste d'arrière latéral au Fortuna Düsseldorf.

## Biographie

### Carrière en club
Friðriksson commence sa carrière à Reykjavik, devenant notamment champion d'Islande avec Valur en 2020, avant de signer à Häcken en Suède le 28 décembre 2020,. Il fait ses débuts avec le club de Göteborg lors d'une victoire 2-0 en Coupe de Suède contre Dalkurd le 21 février 2021.
Avec le club d'Allsvenskan, le jeune islandais prend part à la finale de la Coupe de Suède, perdue aux tirs au but contre le Hammarby IF.

### Carrière en sélection
International islandais avec les équipes de jeunes, Friðriksson prend notamment part à l'Euro espoirs 2021 avec l'Islande en mars 2021. Il est ainsi titulaire à droite de la défense lors du dernier match de la phase de poule contre l'équipe de France.
Il fait ses débuts avec l'Islande lors d'une rencontre amicale contre les Îles Féroé le 4 juin 2021.

## Palmarès
| Valur Reykjavik - Championnat d'Islande (1) : - Champion : 2020. |